# Tomoyoshi Ono
Tomoyoshi Ono (Kanagawa, 12 augustus 1979) is een voormalig Japans voetballer.

## Carrière
Tomoyoshi Ono speelde tussen 1998 en 2010 voor Shonan Bellmare en Yokohama FC.